# Cnephia ornithophilia
Cnephia ornithophilia is een muggensoort uit de familie van de kriebelmuggen (Simuliidae). De wetenschappelijke naam van de soort is voor het eerst geldig gepubliceerd in 1962 door Davies, Peterson, and Wood.
De eerste exemplaren van deze soort zijn verzameld in het Algonquin Provincial Park in Ontario in 1949. De volwassen vrouwtjes voeden zich met het bloed van vogels (vandaar de naam ornithophilia wat zoveel betekent als "aangetrokken tot vogels"); er zijn exemplaren gevonden op onder meer de blauwe gaai en de Amerikaanse tamme eend (American Pekin Duck).